# Stefan Schilli
Stefan Schilli (Offenburg, 1970) es un oboísta alemán.

## Biografía
Recibe las primeras clases de oboe a la edad de 12 años, continuando sus estudios en las academias de música de Trossingen con Diethelm Jonas, en Karlsruhe con Thomas Indermühle y más tarde con Maurice Bourgue.
En 1990 entró como primer oboe en la casa de la Ópera en Friburgo. Desde 1991, Stefan Schilli es el primer oboe de la Orquesta Sinfónica de la Radio de Baviera, donde ha actuado bajo la batuta de prestigiosos directores como Lorin Maazel, Mariss Jansons, Carlos Kleiber, Carlo M. Giulini, Sir Georg Solti, Sir Colin Davis y Riccardo Muti.
1996 ganó las competiciones internacionales en Praga y Munich. El mismo año es galardonado con el premio "Hermanos Busch", un premio anual para artistas prometedores de Alemania.
Stefan Schilli es miembro del quinteto de viento de Avalon, con el que ha ganado en la sección de música de cámara el German Music Competition en 1993.
Realiza conciertos como solista con Lorin Maazel, Christopher Hogwood, Franz Welser-Möst y muchos otros. Colabora regularmente con Helmut Müller-Brühl y la Orquesta de Cámara de Colonia. Con cursos como profesor en Alemania, España, Portugal y Georgia, y fue uno de los iniciadores de la "Neusser Meisterkurse".
Además, Stefan Schilli ha sido profesor en la Universidad Mozarteum de Salzburgo desde 2004. 
Durante muchos años Stefan Schilli se ha dedicado también a actuar con oboes históricos y es miembro fundador del conjunto barroco L’Accademia Giocosa, que fue premiado con el Diapason d’Or por su grabación de obras instrumentales desconocidas de G. P. Telemann, publicada por Oehms Classics.

## Grabaciones
Stefan Schilli ha grabado para Naxos todos los conciertos para oboe por Vivaldi, las obras para oboe de Pasculli, Schumann, Poulenc, Haas, Skalkottas así como grabaciones con el Quinteto de viento de Avalon de las obras de Schönberg, Cambini, Milhaud, Ravel, etc.
Destacan también sus grabaciones de los Conciertos para oboe de Strauss, Martinu y B. A. Zimmermann con la Orquesta Sinfónica de la Radio Bávara dirigida por Mariss Jansons, publicado por Oehms Classics. 
Desde 2001 es artista exclusivo de la casa de ARTE NOVA.